# Вампиры 2: День мёртвых
«Вампиры: День мёртвых» (англ. Vampires: Los Muertos) — фильм Томми Ли Уоллеса, сочетающий в себе элементы фильма ужасов и вестерна.

## Сюжет
Профессиональный истребитель вампиров Дерек Блисс объединяет усилия с прошедшим боевое крещение священником Адамом Гито для того, чтобы отправиться в опасное путешествие в Мексику, где царит ужас, нагнетаемый могущественной вампирессой по имени Уна, которая собирает армию кровожадных демонов.

## В ролях
| Актёр                 | Роль               |
| --------------------- | ------------------ |
| Джон Бон Джови        | Дерек Блисс        |
| Кристиан Дэ Ла Фуэнте | Отец Родриго       |
| Наташа Грегсон Вагнер | Зоуи               |
| Эрли Ховер            | Уна                |
| Дариус Маккрэри       | Рэй Коллинз        |
| Диего Луна            | Санчо              |
| Анилу Пардо           | Медсестра Лупе     |
| Гонорато Магалони     | Старик             |
| Хавьер Грахеда        | Броуди             |
| Томми Ли Уоллес       | Испуганный мужчина |
| Антонио Муньис        | Джесси Брукс       |
| Мюриэл Фуйлэнд        | Мисс Бразилия      |
| Хуан Пабло Гамбоа     | Гринго             |
| Габриэль Казанова     | Священник          |